# Estonie aux Jeux olympiques d'hiver de 1994
L'Estonie a participé aux Jeux olympiques d'hiver de 1994 à Lillehammer en Norvège. Pour sa quatrième participation à des Jeux d'hiver, elle était représentée par 26 athlètes et ne remporta aucune médaille.

## Biathlon
Hommes
| Athlète                                             | Compétition      | Temps             | Pénalités | rang |
| --------------------------------------------------- | ---------------- | ----------------- | --------- | ---- |
| Urmas Kaldvee                                       | 20 km individuel | 1 h 5 min 23 s 2  | 7         | 61e  |
| Olaf Mihelson                                       | 10 km sprint     | 32 min 30 s 7     | 3         | 58e  |
| Kalju Ojaste                                        | 20 km individuel | 1 h 11 min 21 s 4 | 10        | 44e  |
| Aivo Udras                                          | 10 km sprint     | 32 min 2 s 1      | 4         | 50e  |
| Aivo Udras                                          | 20 km individuel | 1 h 0 min 14 s 5  | 3         | 16e  |
| Olaf Mihelson Urmas Kaldvee Aivo Udras Kalju Ojaste | 4x7,5 km relais  | 1 h 35 min 43 s 3 | 3         | 13e  |

Femmes
| Athlète                                                    | Compétition      | Temps             | Pénalités | rang |
| ---------------------------------------------------------- | ---------------- | ----------------- | --------- | ---- |
| Krista Lepik                                               | 7,5 km sprint    | 29 min 40 s 1     | 5         | 58e  |
| Krista Lepik                                               | 15 km individuel | 58 min 54 s 9     | 5         | 42e  |
| Eveli Peterson                                             | 7,5 km sprint    | 28 min 3 s 8      | 1         | 31e  |
| Eveli Peterson                                             | 15 km individuel | 56 min 11 s 0     | 3         | 27e  |
| Jelena Všivtseva                                           | 7,5 km sprint    | 29 min 35 s 3     | 3         | 56e  |
| Jelena Všivtseva                                           | 15 km individuel | 59 min 50 s 1     | 6         | 53e  |
| Jelena Všivtseva Eveli Peterson Krista Lepik Merle Viirmaa | 4x7,5 km relais  | 1 h 59 min 30 s 4 | 2         | 12e  |

## Combiné nordique
Hommes
| Athlète                                     | Épreuve          | Premier tour | Premier tour | Deuxième tour | Deuxième tour | Deuxième tour | Ski de fond | Ski de fond       | Ski de fond | Ski de fond      | Ski de fond |
| Athlète                                     | Épreuve          | Points       | Rang         | Points        | Total         | Rang          | Départ      | Temps             | Rang        | Total            | Rang        |
| ------------------------------------------- | ---------------- | ------------ | ------------ | ------------- | ------------- | ------------- | ----------- | ----------------- | ----------- | ---------------- | ----------- |
| Ilmar Aluvee                                | Individual event | 81,5         | 46e          | 85,5          | 167,0         | 47e           | +8 min 53 s | 39 min 56 s 8     | 18e         | 48 min 49 s 8    | 39e         |
| Magnar Freimuth                             | Individual event | 93,5         | 36e          | 90,0          | 183,5         | 37e           | +7 min 3 s  | 39 min 55 s 0     | 17e         | 46 min 58 s 0    | 24e         |
| Allar Levandi                               | Individual event | 101,0        | 22e          | 96,5          | 197,5         | 21e           | +5 min 30 s | 38 min 50 s 9     | 3e          | 44 min 20 s 9    | 12e         |
| Ago Markvardt                               | Individual event | 123,0        | 2e           | 120,5         | 243,5         | 2e            | +23 s       | 41 min 26 s 8     |             | 41 min 49 s 8    | 5e          |
| Allar Levandi Ago Markvardt Magnar Freimuth | Team event       | 317,5        | 5e           | 301,5         | 619,0         | 4e            | +9 min 32 s | 1 h 23 min 35 s 4 | 5e          | 1 h 33 min 7 s 4 | 4e          |

## Luge
| Athlète       | Compétition       | 1        | 2        | 3        | 4        | Total          | rang |
| ------------- | ----------------- | -------- | -------- | -------- | -------- | -------------- | ---- |
| Helen Novikov | Individuel Femmes | 50 s 160 | 50 s 172 | 49 s 808 | 50 s 193 | 3 min 20 s 333 | 19e  |

## Patinage artistique
| Athlète        | Compétition | Programme court | Rang | Programme libre | Total | Rang |
| -------------- | ----------- | --------------- | ---- | --------------- | ----- | ---- |
| Margus Hernits | Hommes      | 12,5            | 20e  | -               | -     | -    |

## Ski alpin
| Athlète        | Compétition     | Temps | Rang |
| -------------- | --------------- | ----- | ---- |
| Connor O'Brien | Descente Hommes | DNF   | -    |

## Ski de fond
Hommes
| Athlète                                       | Compétition           | Temps             | rang |
| --------------------------------------------- | --------------------- | ----------------- | ---- |
| Andrus Veerpalu                               | 10 km classique       | 26 min 45 s 8     | 36e  |
| Andrus Veerpalu                               | 50 km classique       | 2 h 17 min 24 s 7 | 26e  |
| Andrus Veerpalu                               | 15 km libre poursuite |                   | 55e  |
| Taivo Kuus                                    | 30 km libre           | 1 h 25 min 52 s 3 | 63e  |
| Taivo Kuus                                    | 50 km classique       | 2 h 19 min 51 s 9 | 36e  |
| Jaak Mae                                      | 10 km classique       | 26 min 42 s 7     | 35e  |
| Jaak Mae                                      | 30 km libre           | 1 h 24 min 24 s 1 | 59e  |
| Jaak Mae                                      | 15 km libre poursuite |                   | 40e  |
| Elmo Kassin                                   | 10 km classique       | 26 min 40 s 9     | 33e  |
| Elmo Kassin                                   | 30 km libre           | 1 h 17 min 37 s 7 | 16e  |
| Elmo Kassin                                   | 15 km libre poursuite |                   | 25e  |
| Urmas Välbe                                   | 10 km classique       | 26 min 58 s 42    | 42e  |
| Urmas Välbe                                   | 30 km libre           | 1 h 21 min 2 s 5  | 41e  |
| Urmas Välbe                                   | 15 km libre poursuite | DNF               | -    |
| Jaanus Teppan                                 | 50 km classique       | 2 h 16 min 18 s 8 | 22e  |
| Jaak Mae Jaanus Teppan Elmo Kassin Taivo Kuus | 4x10 km relais        | 1 h 48 min 57 s 6 | 11e  |

Femmes
| Athlète                                                 | Compétition           | Temps             | rang |
| ------------------------------------------------------- | --------------------- | ----------------- | ---- |
| Piret Niglas                                            | 5 km classique        | 15 min 20 s 9     | 22e  |
| Piret Niglas                                            | 15 km libre           | 44 min 48 s 3     | 23e  |
| Piret Niglas                                            | 10 km libre poursuite |                   | 26e  |
| Piret Niglas                                            | 30 km classique       | 1 h 33 min 9 s 3  | 29e  |
| Kristina Šmigun                                         | 5 km classique        | 15 min 46 s 1     | 30e  |
| Kristina Šmigun                                         | 15 km libre           | 45 min 21 s 1     | 28e  |
| Kristina Šmigun                                         | 10 km libre poursuite |                   | 27e  |
| Cristel Vahtra                                          | 5 km classique        | 15 min 42 s 3     | 27e  |
| Cristel Vahtra                                          | 15 km libre           | 47 min 4 s 1      | 45e  |
| Cristel Vahtra                                          | 10 km libre poursuite |                   | 42e  |
| Cristel Vahtra                                          | 30 km classique       | 1 h 34 min 48 s 6 | 35e  |
| Silja Suija                                             | 5 km classique        | 16 min 7 s 8      | 39e  |
| Silja Suija                                             | 15 km libre           | 47 min 47 s 5     | 49e  |
| Silja Suija                                             | 10 km libre poursuite |                   | 46e  |
| Kristina Šmigun Cristel Vahtra Silja Suija Piret Niglas | 4x5 km relais         | 1 h 2 min 32 s 4  | 12e  |